# هاب مايرز
هاب مايرز (بالإنجليزية: Hap Myers) هو لاعب كرة قاعدة أمريكي، ولد في 8 أبريل 1887 في سان فرانسيسكو في الولايات المتحدة، وتوفي بنفس المكان في 30 يونيو 1967.

## وصلات خارجية
- هاب مايرز على موقعبيزبول رفرنس.كوم (الدوري الرئيسي) (الإنجليزية)
- هاب مايرز على موقعبيزبول رفرنس.كوم (الدوري الثانوي) (الإنجليزية)
- هاب مايرز على موقع مشجعي الرسوم البيانية (الإنجليزية)